# Roxana Guttman
Roxana Gutman este o actriță română de film.

## Filmografie
- Prea cald pentru luna mai (1984) (menționată Roxana Ionescu)
- Căsătorie cu repetiție (1985) (menționată Roxana Ionescu)
- Coroana de foc (1990) - soția căpitanului Paloș (menționată Roxana Ionescu)
- Cea mai puternică (film TV, 1991)
- Nunta mută (2008)